# 아델스도르프
아델스도르프(독일어: Adelsdorf)는 독일 바이에른주의 교외 도시이다.